# Gbagyi
Gbagyi (lub Gwarri, Gbari) – grupa etniczna zamieszkująca środkową Nigerię, głównie w stanach: Niger, Kaduna, Nassarawa i Federalne Terytorium Stołeczne. Ich głównym zajęciem jest rolnictwo. Liczy łącznie ok. 1 mln ludzi. Używają języka Gbagyi. Religia: Religie tradycyjne (38%), Chrześcijaństwo (33%), Islam (29%).
Ludność Gbagyi była często zniewolona przez niektóre z pobliskich plemion Fulani i Hausa.
Z Gbagyi był były prezydent Nigerii Ibrahim Babangida.